# Ibicaraí
Ibicaraí is een gemeente in de Braziliaanse deelstaat Bahia. De gemeente telt 24.569 inwoners (schatting 2009).

## Aangrenzende gemeenten
De gemeente grenst aan Almadina, Coaraci, Floresta Azul, Itabuna en Itapé.